# Skærgård
Skærgård betegner en øgruppe bestående af flere skær, holme, øer og omgivende vandområde med tilknytning til en kyst.
Skærgården bryder bølgerne og beskytter kysten mod hårdt vejr og grov sø. Øhav og skærgård er karakteristisk for det meste af kysten i Norge, samt dele af kysten i Sverige, Finland og Skotland. Lignende landskabsformer findes også uden for Kroatien, det sydlige Chile, nordvestlige Canada og sydøstlige Alaska (Alexander Archipelago).
Fælles for områderne (undtagen Kroatien) er, at de er formet af gletsjere, som tidligere dækkede disse landområder.

## Skærgård på engelsk
Begrebet skærgård er ganske specielt for de nordiske sprog, og der findes ikke et lige så præcist begreb på engelsk. Ofte benyttes archipelago (arkipelag), men det er noget upræcist, eftersom det betyder en hvilken som helst øgruppe, og den kystnære relation er tabt. Oftest bruges begrebet skerries ("skærene"), konsekvent i flertal, for at henvise til skærgården.